# دانش کتابداری
دانش کتابداری (که با عناوینی همچون مطالعات کتابداری، دانش اطلاع‌رسانی و کتابداری شناخته می‌شود) یک دانش میان‌رشته‌ای یا چند رشته‌ای است. دانش کتابداری روش‌ها، رویکردها و ابزارهای مدیریت، فناوری اطلاعات، آموزش و سایر علوم را در کتابخانه‌ها به کار می‌گیرد. اولین مدرسه آمریکایی دانش کتابداری در سال ۱۸۸۷ و توسط Melvil Dewey در دانشگاه کلمبیا بنا شد.
از گذشته دانش کتابداری دانش بایگانی را نیز در بر می‌گرفته‌است. بدین ترتیب به مسائلی می‌پردازد از قبیل اینکه منابع اطلاعاتی چگونه بایستی سازماندهی شوند تا نیازهای یک گروه خاص را مرتفع کنند، افراد چگونه می‌توانند با سیستم‌های رده‌بندی تعامل برقرار کنند، چگونه اطلاعات در بیرون از کتابخانه توسط افراد کسب می‌شود، ارزیابی می‌شود و مورد استفاده قرار می‌گیرد، افراد چگونه بایستی برای کارهای کتابخانه آموزش داده شوند و تربیت شوند، الخ
هم اکنون هیچ توافقی برای تفاوت‌های بین اصطلاحات دانش کتابداری، کتابخانه‌داری، دانش کتابداری و اطلاع‌رسانی وجود ندارد و می‌توان در بسیاری از مواقع این اصطلاحات را به جای هم به کار برد.

## تاریخچه

### سده ۱۷ام
نخستین مطلب دربارهٔ عملیات کتابخانه، توصیه برای بنا کردن یک کتابخانه، در سال ۱۶۲۷ توسط اندیشمند و کتابدار فرانسوی گابریل نود (Gabriel Naudé)نوشته شد. نود در زمینه‌های گوناگونی از جمله سیاست، دین، تاریخ، و ماوراءالطبیعه تألیفاتی دارد. او ایده‌های خود را پس از آن در توصیه‌نامه‌اش نوشت که این فرصت به وی داده شد تا کتابخانه کاردینال ژول مازارن را بنا کرده و از آن نگهداری نماید.

### سده ۱۹ام
دومین نوشته در زمینه کتابداری توسط Martin Schrettinger در فاصله سال‌های ۱۸۰۸ تا ۱۸۲۹ نوشته شد.
توماس جفرسون که در مانتیسلو کتابخانه‌ای با هزاران کتاب داشت، با الهام از روش بیکن یک سیستم رده‌بندی را مورد استفاده قرار داد که کم و بیش مبنای موضوعی داشت و بر خلاف سیستم قبلی الفبایی نبود.
کلکسیون جفرسون سرآغاز چیزی بود که تبدیل شد به کتابخانه کنگره.
اولین مدرسه کتابخانه‌داری در دانشگاه کلمبیا به سرپرستی ملویل دیویی (Melvil Dewey) که به خاطر رده‌بندی دهدهی معروف است، افتتاح شد. نام این مدرسه، مدرسه اقتصاد کتابداری بود و اصطلاح اقتصاد کتابداری تا سال ۱۹۴۲ در ایالات متحده رواج داشت اما در سده بیستم دانش کتابداری رواج بیشتری پیدا کرد.

### سده ۲۰ام
سپس شیالی رانگاناتان در عنوان کتاب خود پنج اصل دانش کتابداری که در سال ۱۹۳۱ منتشر شد از این اصطلاح استفاده کرد؛ پس از آن نیز در عنوان کتاب مقدمه‌ای بر دانش کتابداری که توسط لی پیرس بوتلر (Lee Pierce Butler)از طریق انتشارات دانشگاه شیکاگو منتشر شد از این اصطلاح استفاده شد (۱۹۳۳).
شیالی رامامریتا رانگاناتان پنج اصل دانش کتابداری را پی‌ریزی کرد و نخستین سیستم رده‌بندی تحلیلی-ساختنی موسوم به رده‌بندی دو نقطه‌ای را ابداع کرد. در هندوستان او را به عنوان پدر دانش کتابداری، دانش اطلاعات و مدرک می‌شناسند و در سایر نقاط جهان نیز به خاطر تفکرات بنیادی‌اش در این حوزه شناخته شده‌است.

### سده ۲۱ام
عصر دیجیتال نحوه دستیابی و بازیابی اطلاعات را دگرگون کرده‌است. امروزه کتابخانه بخشی از زیرساخت آموزشی، تفریحی و اطلاعاتی محسوب می‌شود. گوشی‌های همراه و برنامه‌ها و شبکه‌های بی‌سیم، رایانه‌های پرسرعت و شبکه‌ها، و استفاده از رایانه‌ها سبب تأثیری عمیق و پیشرفت علوم اطلاعات و سرویس‌های اطلاعات شده‌است. هم‌زمان با رشد دانش کتابداری مأموریت آن همچنان برابری در دسترسی، فضای جامعه و ابزارهای تازه برای بازیابی اطلاعات (موسوم به مهارت‌های سواد اطلاعاتی) می‌باشد. همه برگه‌دان‌ها (کاتالوگ‌ها)، پایگاه داده‌ها و شمار زیادی از کتاب‌ها بر روی اینترنت در دسترس هستند. سواد اطلاعاتی عبارت است از توانایی «تعیین حد اطلاعات مورد نیاز، دسترسی مؤثر و مفید به اطلاعات مورد نیاز، ارزیابی اطلاعات و منابع آن به‌طور نقادانه، ترکیب کردن اطلاعات با پایگاه داده شخص، استفاده از اطلاعات به گونه‌ای مؤثر برای رسیدن به هدفی مشخص، فهم موضوعات اقتصادی، قانونی و اجتماعی در رابطه با استفاده از اطلاعات، دسترسی و استفاده از اطلاعات به گونه‌ای اخلاقی و قانونی».

## آموزش کتابداری
درس‌های دانشگاهی رشته علوم کتابداری عبارتند از: مدیریت گردآوری، فناوری و سیستم‌های اطلاعاتی، روش‌های تحقیق، سواد اطلاعاتی، تنظیم برگه‌دان، رده‌بندی، نگهداری، منبع، آمار و مدیریت. دانش کتابداری همیشه در حال توسعه موضوعات جدید مدیریت پایگاه داده‌ها، معماری اطلاعات، مدیریت اطلاعات، الخ

## انواع کتابخانه و وظایف آن‌ها
انواع مختلف کتابخانه‌ها عبارتند از: کتابخانه ملی، کتابخانه عمومی، کتابخانه دانشگاهی، کتابخانه آموزشگاهی، کتابخانه تخصصی، کتابخانه بیمارستانی، کتابخانه مسجد، کتابخانه زندان، الخ

### کتابخانه ملی
به مجموعه بسیار غنی از کتاب‌ها و سایر منابع و مدارک اطلاعاتی که در خدمت آحاد مردم یک کشور است گفته می‌شود. بودجه این کتابخانه از سوی دولت تأمین می‌شود. هدف اصلی از تأسیس این کتابخانه‌ها، جمع‌آوری و حفظ کتاب‌ها و سایر منابعی است که در کشور تولید می‌شود؛ و بر اساس «قانون تسلیم نسخه‌های مجانی» ناشران کتاب‌ها و نشریات ادواری موظف هستند که حداقل یک نسخه از آثار منتشره خود را به‌طور رایگان به کتابخانه ملی اهداء کند و کتابخانه ملی نیز به ناشر یا مؤلف آن حق تألیف می‌دهد که به آن «حق مؤلف» گفته می‌شود. وظایف و مسولیت‌های این کتابخانه‌ها به شرح زیر می‌باشد.
۱-جمع‌آوری کتاب‌ها، تحقیقات و مقالات نویسندگان کشور
۲-جمع‌آوری کتاب‌ها و تحقیقات نویسندگان کشورهای بیگانه دربارهٔ کشور
۳-ارتباط با کتابخانه‌های داخل و خارج کشور بر اساس پاسخگویی به نیاز کاربران
۴-تهیه کتابشناسی ملی
۵-تهیه فهرست مشترک یا فهرستگان بر اساس فهرستی از کتاب‌های که در کتابخانه‌های کشور موجود است.
۶-تدوین استانداردهای ملی انتشاراتی و پشتیبانی از طرح‌های تحقیقاتی و نیز انتشار نتایج بدست آمده از آنها
۷-حفظ و حراست از میراث ملی مملکت و داشتن کلیه نسخه‌های خطی
۸-ایجاد امکانات آموزش حین خدمت برای کارمندان کتابخانه‌ها و کتابداران حرفه‌ای و آشنا ساختن آن‌ها با پیشرفت‌های نوین دانش کتابداری
از کتابخانه‌های ملی و معروف دنیا کتابخانه ملی فرانسه درپاریس، کتابخانه موزه بریتانیا در لندن، کتابخانه کنگره در واشینگتن دی. سی؛ و کتابخانه ایالتی روسیه در مسکو را می‌توان نام برد. اساس کتابخانه ملی ایران با تأسیس دارالفنون در سال ۱۲۶۸ هجری قمری در زمان صدارت امیر کبیر بنا نهاده شد.

### کتابخانه‌های عمومی
نهادی است اجتماعی که برای استفاده عموم تأسیس شده و تمام افراد می‌توانند با عضویت در کتابخانه از کتاب‌ها و دیگر منابع آن استفاده نمایند. این کتابخانه‌ها به قشر یا گروه خاصی اختصاص ندارند، معمولاً با سرمایه‌گذاری مردم ایجاد می‌شوند. کتابخانه‌های عمومی منابع اطلاعاتی مختلف اعم از چاپی، دیداری، شنیداری و الکترونیکی را گردآوری، نگهداری، پردازش، بازیابی و به علاقه‌مندان عرضه می‌کنند. این کتابخانه‌ها با توجه به نقش عمومی که دارند یکی از شاخص‌های مهم توسعه فرهنگی در جهان و صحنه بین‌المللی تلقی می‌شوند. کتابخانه‌های عمومی در ایران به عنوان نهاد عمومی غیردولتی از استقلال مالی برخوردار بوده و هیئت امنای انجمن‌ها و دبیرخانه‌های آن‌ها از ارکان آن محسوب می‌شوند. کتابخانه‌های سیار کتابخانه‌های زندان‌ها، کتابخانه‌های مناطق روستایی جزو این دسته از کتابخانه‌ها به حساب می‌آیند

#### وظایف کتابخانه‌های عمومی
۱-تشویق مردم به مشارکت فعال در فعالیت‌های فرهنگی و اقتصادی
۲-فراهم آوردن امکانات رشد وگسترش آموزش در جامعه
۳-کمک به مردم در استفاده مطلوب از اوقات فراغت و تشویق به مطالعه
۴-تشویق مردم به استفاده از اطلاعات و پی بردن به ارزش آن

### کتابخانه‌های دانشگاهی
این کتابخانه‌ها دانشگاه را در پیشبرد رسالت آموزشی و پژوهشی شان یاری می‌رسانند؛ و با سه گروه، استادان، دانشجویان و محققین در ارتباط هستند و می‌کوشند پاسخی مناسب و کافی برای مراجعین خود بدهند. کتابخانه دانشگاهی معمولاً از یک کتابخانه مرکزی و تعدادی کتابخانه دانشکده‌ای تشکیل می‌شود. وظایف کتابخانه‌های دانشگاهی به شرح زیر می‌باشد:
۱-انتخاب و سفارش کتاب و سایر مواد
۲-آماده‌سازی مواد جهت استفاده مراجعین
۳-ارایه کتاب‌ها و مواد خواندنی با امکانات ساده و قفسه‌های باز
۴-امانت دادن کتب غیر مرجع
۵-ارایه خدمات مرجع (پاسخگویی به سوالات و تهیه کتابشناسی‌ها)
۶-انجام خدمات بین کتابخانه‌ای
۷-آموزش و هدایت مراجعین جهت استفاده از برگه‌های فهرست و مراجعه
۸-تهیه گزارش از خدمات و فعالیت کتابخانه
۹- تهیه برنامه کلی کتابخانه
۱۰-تهیه امکانات فیزیکی مناسب
۱۱-پیشبرد آموزش کلاسی، همکاری با گروه‌های مختلف آموزشی و استادان
۱۲-گزینش اطلاعات تازه‌ترین منابع مرتبط با نیازهای هر رشته
برخی از کتابخانه‌های مهم دانشگاهی دنیا مانند، کتابخانه هاروارد آمریکا، کتابخانه بودلیان در دانشگاه آکسفورد انگلستان. از کتابخانه‌های قدیمی و مهم ایران کتابخانه دانشگاه تهران است که در سال ۱۳۲۸بنیان نهاده شده‌است.

### کتابخانه‌های تخصصی
باتوجه به نقش مهم اطلاعات در صنعت و تجارت، کتابخانه‌های تخصصی بنیان نهاده شد. در موسسات دولتی و تجاری، موزه‌ها و دانشگاه‌ها، بیمارستان‌ها، انجمن‌ها و سایر نهادهای که با نیازهای اطلاعاتی ویژه سرو کار دارند. اداره این کتابخانه‌ها معمولاً زیر نظر مستقیم نهادهای دولتی می‌باشد. این کتابخانه‌ها براساس موضوع، خواننده و نوع مواد مجموعه، به ۳گروه تقسیم می‌شوند.
الف:کتابخانه‌هایی که حوزه فعالیت آنان را گروه خاص تشکیل می‌دهند مانند کتابخانه کارخانه ایران خودرو
ب :کتابخانه‌هایی که مراجعین آن‌ها افراد یا گروه خاص می‌باشند مانند بیماران یا نابینایان
ج :کتابخانه‌هایی که اساس مجموعه آن‌ها را مواد غیر کتابی تشکیل می‌دهند. مانند آرشیو تلویزیون آموزش
کتابخانه دیجیتال (الکترونیکی) کتابخانه‌ای تخصصی است که در آن اسناد به جای کاغذ یا سایر رسانه‌های محلی به شکل الکترونیکی ذخیره شده‌اند.

### کتابخانه‌های پژوهشی
این کتابخانه‌ها از جمله مراکز اطلاعاتی هستند که منابع و امکانات را معمولاً درحوزه علوم انسانی برای پژوهشگران فراهم می‌سازند. هرچند که پژوهشگران از کتابخانه‌های دانشگاهی و تخصصی هم استفاده می‌کنند کتابخانه پژوهشی همچون آزمایشگاهی است که پژوهشگر کار تحقیق را با فرضیه یا پرسش آغاز می‌کند و با اتکاء به منابع و بررسی آن‌ها به محض آشنایی با اندیشه‌ای به اکتشاف ناگهانی دست می‌یابد. این کتابخانه‌ها باعث می‌شوند که افراد جامعه نگرش تحقیقاتی پیدا کنند.

### کتابخانه‌های آموزشگاهی
نهادی خدماتی است که برای پشتیبانی از برنامه‌های درسی طراحی می‌شود و هدف اساسی آن کمک به پیشرفت تحصیلی دانش آموزان است. مجموعه و نیز خدمات کتابخانه‌های مدارس نسبت به گروه‌های سنی و رشته‌های تحصیلی مختلف متفاوت است. وظایف کتابخانه‌های آموزشگاهی عبارت است از:
- تهیه انواع مواد آموزشی و تشویق دانش آموزان و مربیان به استفاده از آنها
- کمک به پیشبرد برنامه‌های درسی با ایجاد مسابقه‌های مختلف
- تشویق دانش آموزان به مطالعه
- ارتباط با سایر

### کتابخانه‌های شخصی
این کتابخانه‌ها از بودجه عمومی استفاده نمی‌کنند و به یک فرد یا خانواده تعلق دارد و به موضوعات معین اختصاص دارند. منابع این قبیل کتابخانه‌ها غالباً در زمان حیات فرد یا پس از مرگ او به کتابخانه‌های عمومی و دانشگاه‌ها اهداء می‌شوند.

### آرشیو
به مجموعه‌ای از مواد و مطالب مستند موجود در یک سازمان یا بخش تجاری گفته می‌شود که برای مراجعه واستفاده گردآوری شده‌است. قبلاً آرشیو یا بایگانی به مدارک راکد و قدیمی موجود در یک سازمان گفته می‌شد اما امروزه دو دسته دیگر از مدارک را نیز شامل می‌شود:
الف: مدارکی که سازمان‌های دولتی به صورت روزانه به آن‌ها مراجعه می‌کنند مانند آرشیو صدا و سیما
ب: اسناد و مدارکی که نشانه فعالیت‌های جاری شرکت‌ها هستند مانند اسناد مناقصه و قراردادها
سازمان اسناد ملی ایران، اداره کل آرشیو وزارت امور خارجه، مرکز آرشیو و اسناد صدا و سیما از جمله آرشیوهای کشور ایران هستند.